# 信德族

1980年時巴基斯坦附近民族分布，信德人為黃色。

信德族（信德語：‎），是巴基斯坦四大民族之一，是说信德語的印欧語系民族，分布于巴基斯坦信德省与印度西部。他们原是印度帝国信德省的一个民族，信德省在公元前三千年就有人类居住，他们的始祖是摩亨朱达罗文明的达罗毗荼人。信德省一直被当地的印度教和佛教信徒统治，直到公元712年阿拉伯人入侵被纳入倭马亚王朝的一部分，所以雅利安人、波斯人、希腊人、拉其普特人、阿拉伯人、阿富汗人与突厥人也是族源。他们文化受波斯人影响很深，他们也是南亚次大陆第一个信仰伊斯兰的民族（有逊尼派与什叶派），但也有信仰印度教。他们多在海军服役。

## 文化

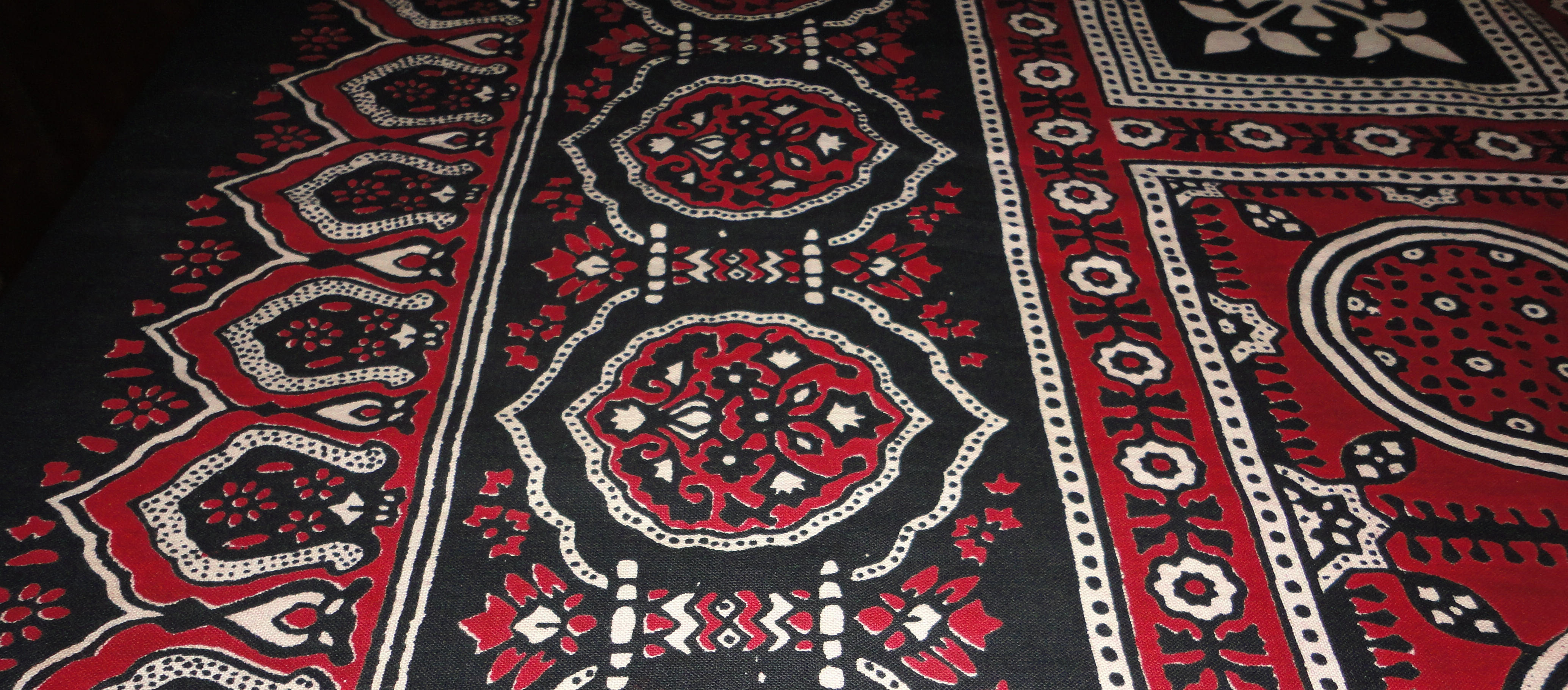
Ajrak（英语：Ajrak）
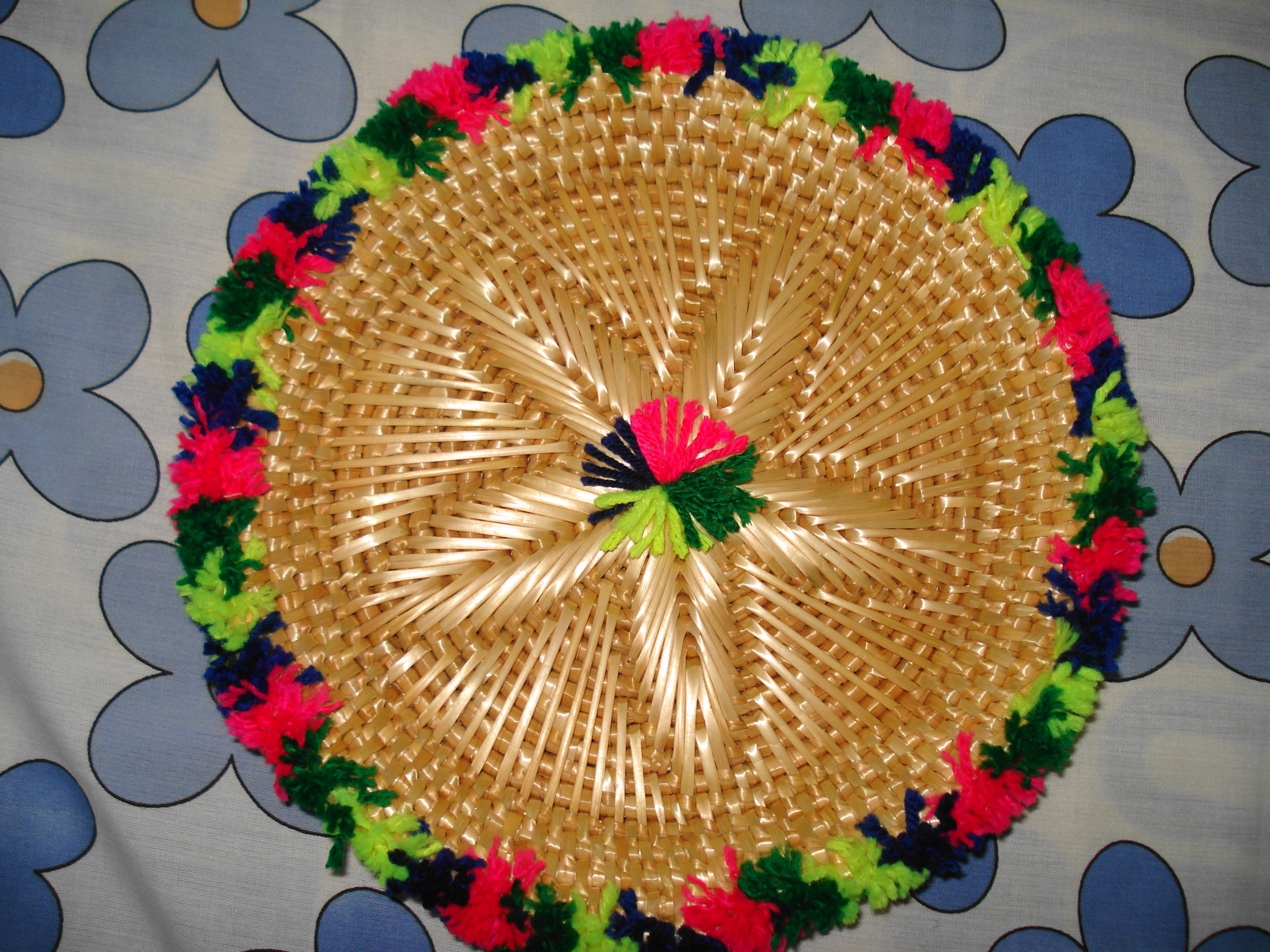
信德Chabba
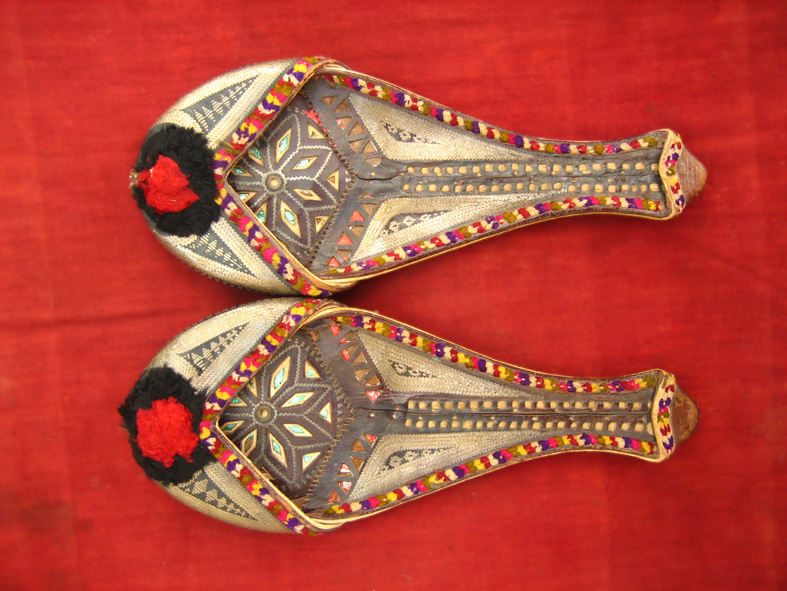
信德Mojari（英语：Mojari）